# Mecostibus minimus
Mecostibus minimus is een rechtvleugelig insect uit de familie Lentulidae. De wetenschappelijke naam van deze soort is voor het eerst geldig gepubliceerd in 1988 door Ritchie.